# Stangenpyramide Dreieich

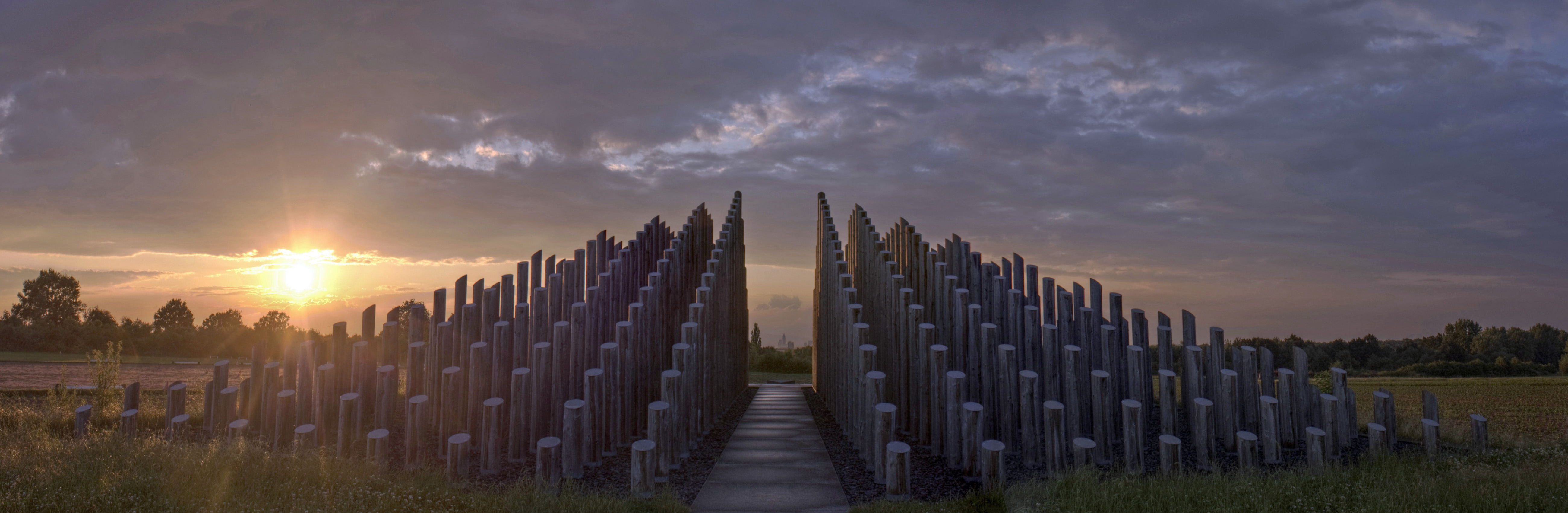
Die Stangenpyramide in Dreieich

Die Stangenpyramide ist ein begehbares Kunstwerk aus 456 Rundhölzern, das auf einer Erhebung zwischen dem Dreieicher Stadtteil Dreieichenhain und dem Hofgut Neuhof gelegen ist. Die Holzkonstruktion greift die Grundform einer Pyramide auf und wurde als Erlebnispunkt des Regionalparks Rhein-Main angelegt. Sie gilt heute als ein Wahrzeichen der Stadt Dreieich.

## Geschichte
Die Stangenpyramide wurde vom Neu-Isenburger Landschaftsarchitekturbüro Ipach und Dreisbusch im Rahmen des Regionalparkkonzepts „Rhein-Main“ entworfen und konnte nach zweijähriger Bauzeit im Jahr 2000 fertiggestellt werden. Die Kosten für ihren Bau beliefen sich auf etwa 330.000 Euro.

## Baubeschreibung
Die Stangenpyramide besteht aus 456 verleimten Douglasien-Rundhölzern mit einem Durchmesser von 24 Zentimetern, die auf einer Grundfläche von 18 Metern × 24 Metern im Abstand von jeweils einem Meter rasterförmig angeordnet sind. In Nord-Süd-Richtung verläuft eine Sichtachse, welche die Stangenpyramide in zwei spiegelbildliche Hälften teilt und einen Ausblick auf die Frankfurter Skyline und den Taunus freigibt. Während die äußeren Rundhölzer lediglich 60 Zentimeter hoch sind, erreichen die Pflöcke im Zentrum des Kunstwerks eine Höhe von bis zu sechs Metern.